# 箱根園

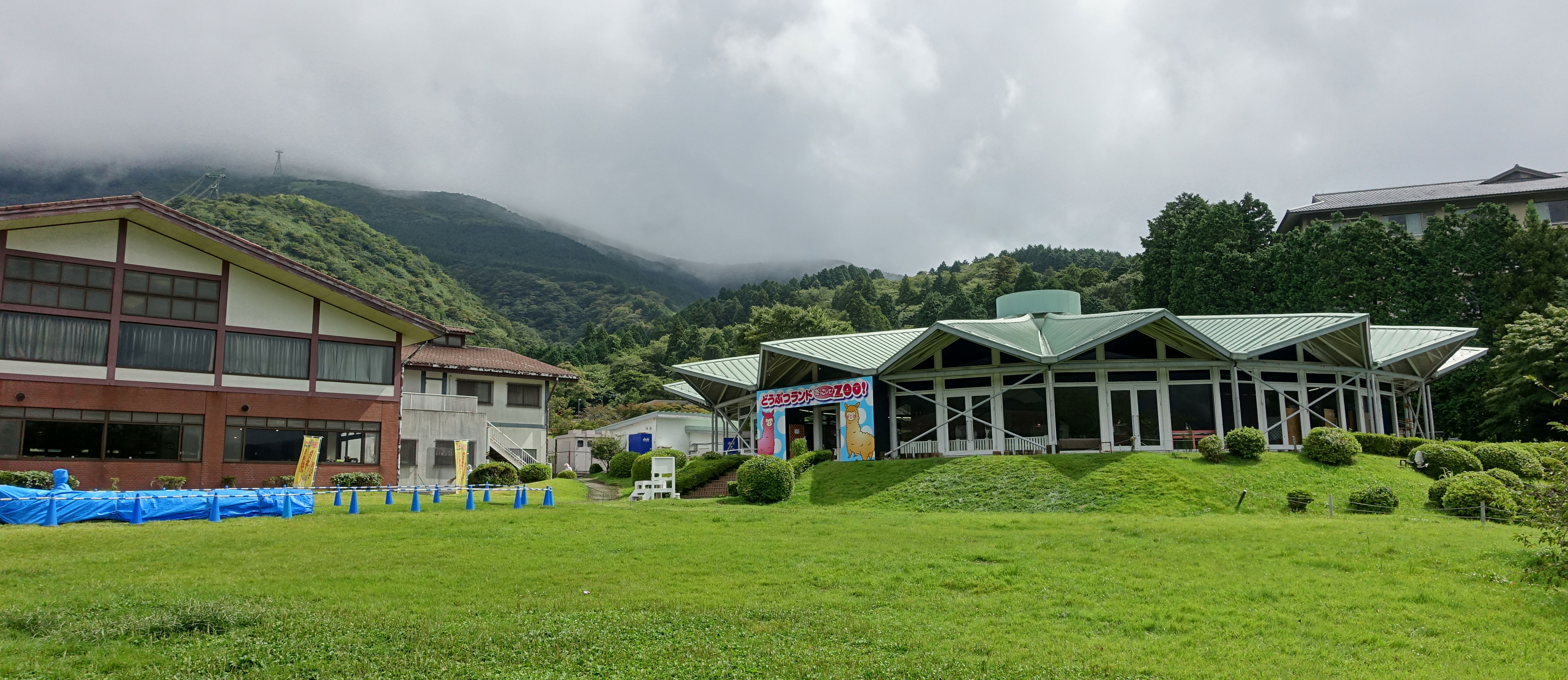
箱根園

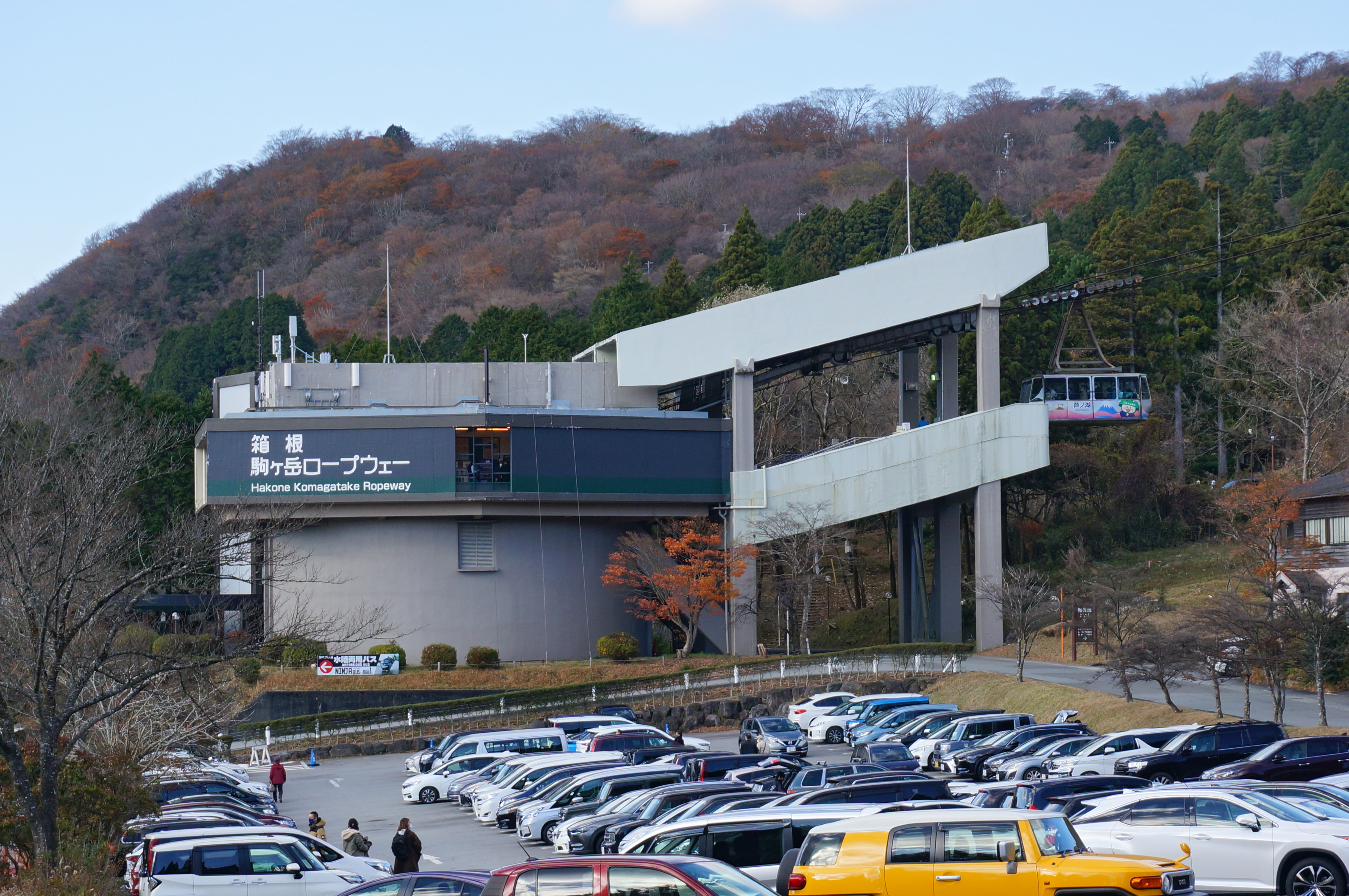
箱根園内の駒ヶ岳ロープウェイ駅

箱根園（はこねえん）は、神奈川県足柄下郡箱根町元箱根の芦ノ湖湖畔東側と神奈川県道75号線沿いにある、西武・プリンスホテルズワールドワイド（2006年3月の再編まではコクド・西武鉄道）が経営するコテージ・植物園・水族館・ショッピングモールなどの複合リゾート施設である。
箱根山戦争で知られる西武グループ（旧コクド・西武鉄道・伊豆箱根鉄道）側の開発拠点であり、関係施設と併せて、芦ノ湖周辺の観光エリアの一つとして形成している。
箱根園の芦ノ湖湖畔からも富士山を展望できる。

## 運営施設

### 箱根園水族館
1979年に開業した、標高723メートルに位置する水族館である。魚類・爬虫類・コツメカワウソ・ゴマフアザラシ・ペンギンを展示する海水館・淡水館とで構成され、450種類32,000点の生物が飼育・展示されている。2003年には「バイカルアザラシ広場」が設置され、2009年に「温泉アザラシ」が知られるようになった。
2013年12月から海水館の大水槽でハナゴンドウの展示も行い、一般公募の中から「結(ユイ)」と名付けられた。結は2015年5月31日に死亡し、現在は展示されていない。
園内で使用される海水は、西武グループ系列の伊豆・三津シーパラダイス施設内（沼津市内浦湾）で取水され、タンクローリーで毎日輸送されているものである。

### 箱根園コテージ&アネックス
1976年に箱根プリンスホテル（現・ザ・プリンス箱根）の付属施設として、「プリンスコテージ」と「キャンピングコテージ」として開業した。宿泊コテージ ・キャンプ場（炊事場）・浴場で構成されている。1986年にはプリンスホテルの別館として「レイクサイドアネックス」が開業した。
2010年よりこれら施設が箱根園に移管され、「箱根園コテージ&アネックス」となる。プリンスコテージは「箱根園コテージ ウエスト」、キャンピングコテージは季節営業の「箱根園コテージ キャンピング」に改称した。

### 富士芦ノ湖パノラマパーク
旧称「箱根ピクニックガーデン」（2008年頃改称）。ザ・プリンス箱根から離れた、県道75号に所在する緑地施設でドッグランがある。敷地面積は8ヘクタールを超える。
施設内にゆり園（埼玉県所沢市、旧ユネスコ村）の姉妹施設として整備される「ゆり園」（夏季のみ営業・有料）があった（2010年営業を終了）。

### 箱根九頭龍の森
富士芦ノ湖パノラマパークの向かい・湖畔側にある緑地施設。入場料あり、営業時間あり。
九頭龍神社本宮が鎮座している。

### キッズランド＆ハムスターランド
1996年に「箱根園バーチャルシアター」（ユネスコ村 大恐竜探検館に設置されたものと同じくインタミン製）として開業。2008年8月1日にフジテレビショップを設置し「フジテレビショップ&シアター」として、施設改装する形で新たに開業した。
2012年「キッズランド＆ハムスターランド」に施設名称変更。それに伴い、シアターの稼動は終了している。

#### 過去の上映作品
ゲゲゲの鬼太郎 妖怪パニックアドベンチャー
2007年度の「お台場冒険王」で上映されたものを編集を加えて上映。オリジナル妖怪「芦ノ湖入道」も登場した。
チャギントン
日本未公開のシナリオを上映していた。上映期間中、伊豆箱根バスによるラッピング車両も運行していた。

## 関係施設
以下の施設は箱根園エリア内に位置しているが、箱根園直轄の施設ではない。
運輸機関
- 箱根 駒ヶ岳ロープウェー
- 芦ノ湖遊覧船

宿泊施設
- ザ・プリンス箱根（旧・箱根プリンスホテル） 本館・新館
  - 温泉浴場「湖畔の湯」は日帰り入浴可能。
- 龍宮殿（旅館） 本館・別館 　・本館は日帰り温泉施設、別館のみ宿泊可能。

## 年表
- 1956年（昭和31年）6月 - 箱根園営業開始[2]
- 1975年（昭和50年）6月 - 箱根園コテージ営業開始[2]
- 1979年（昭和54年）7月 - 箱根園水族館営業開始[2]
- 1986年4月、当ホテルにおいて世界30ヶ国の首相、大統領経験者らで構成する「OBサミット第4回総会」（通称OBサミット箱根会議）が日本で初めて開かれた[3]。

## アクセス
- 箱根園バス停留所：停留所番号「867」。伊豆箱根バスにより小田原駅・箱根湯本駅方面からの路線バスが、小田急ハイウェイバスにより新宿駅・御殿場駅・桃源台駅方面からの高速バスと、御殿場駅・桃源台駅・元箱根港からの山内シャトルバスが運行されている。
- 箱根園港：芦ノ湖遊覧船（富士急グループの箱根遊船株式会社による運航）が寄港する。

元箱根港 → 箱根園港 （ →  湖尻港 → 箱根園港） → 箱根関所跡港
※湖尻港は一部便のみ経由。

## フリーパス商品の扱い
かつて勃発した箱根山戦争の名残によって、小田急電鉄の「箱根フリーパス」と伊豆箱根鉄道（西武鉄道子会社・西武グループ傘下）の「箱根旅助け」では利用範囲が異なるため注意が必要である。

### 箱根旅助け/バスフリー
- 箱根旅助けでは、伊豆箱根バス（箱根地区-小田原駅・湯河原駅・熱海駅間の指定路線）と伊豆箱根鉄道の芦ノ湖遊覧船・駒ヶ岳ロープウェー・十国峠ケーブルカーが利用可能であり、箱根園水族館の入園が無料となっている。
- 箱根バスフリーでは、箱根旅助けの交通機関フリーパスを単体化した商品であり、箱根園（水族館含む）施設は優待料金での利用となる。

### 箱根フリーパス
- 箱根フリーパスでは伊豆箱根バス・芦ノ湖遊覧船は利用対象外であり、箱根園に乗り入れる対象路線は小田急ハイウェイバスの新宿 -（箱根園経由） - 小田急山のホテル間の路線と、御殿場駅 - 元箱根港、桃源台 - 元箱根港の路線(山内シャトル便)がある。
  - フリーパス提示により、箱根園運営施設と関係施設の料金優待が受けられる。